# ذئب جزيرة فانكوفر
ذئب جزيرة فانكوفر، المعروف أيضًا باسم الذئب الساحلي أو ذئب البحر (الاسم العلمي: Canis lupus crassodon) هو نويع من الذئب الرمادي يعيش في الولايات المتحدة وكندا. ولا ينبغي الخلط بينه وبين ذئب كولومبيا البريطانية. يعتبر نويع فريد من الذئاب نظرًا لأسلوب حياته شبه المائي، والذي يتضمن نظامًا غذائيًا يكاد يكون بالكامل بحريًا. تلعب الذئاب أدوارًا مهمة في الثقافات والمعتقدات الروحية للسكان الأصليين المحليين، حيث تستوحي الذئاب مخلوقات أسطورية مثل جوناكاديت وواسكو، الموجودان بين شعوب تسيمشيان [الإنجليزية] وتلينجيت [الإنجليزية] وهايدا في كولومبيا البريطانية وألاسكا.